# Дин Крик, Шарлби
Шарлби Дин Крик (англ. Charlbi Dean Kriek /ˈʃɑrlbi/; 5 февраля 1990[…], Кейптаун — 29 августа 2022, Нью-Йорк, Нью-Йорк) — южноафриканская актриса и модель. Наиболее известна своими ролями в фильме «Малёк»  и его сиквеле, в драматическом сериале о супергероях «Чёрная молния» и в фильме «Треугольник печали», обладателе «Золотой пальмовой ветви».

## Биография
Шарлби Дин Крик родилась 5 февраля 1990 года и выросла в Кейптауне. Начала работать моделью в 6 лет, появлялась в рекламах и каталогах. В возрасте 12 лет подписала контракт с «Alfa Model Management». С 14 лет обучалась на дому и занималась в театральной школе Waterfront. В течение своей карьеры бывала в Токио, Нью-Йорке, Лондоне.
В 2010 году Дин дебютировала в фильме «Малёк» в роли Аманды, затем снялась в сиквеле «Малёк 2: Безумие продолжается». Далее последовали роли в «Не спи» в 2017 году и в «Интервью с Богом» в 2018. В том же году она получила роль Сиониды, которую играла в течение двух сезонов сериала DC Universe «Чёрная молния». В феврале 2020 года было объявлено, что Дин присоединилась к актёрскому составу сатирического фильма Рубена Эстлунда «Треугольник печали», премьера которого состоялась на Каннском кинофестивале 2022 года, где фильм получил «Золотую пальмовую ветвь».

### Смерть
29 августа 2022 года Дин попала в больницу в Нью-Йорке. Первоначальные симптомы были лёгкими, но состояние актрисы быстро ухудшилось, и через несколько часов она умерла на 33-м году жизни. Результаты вскрытия, опубликованные 21 декабря 2022 года, подтвердили, что Дин умерла от бактериального сепсиса, вызванного бактерией Capnocytophaga. Её селезенка была удалена после автокатастрофы в 2008 году, что увеличивало риск серьёзных инфекций.

### Личная жизнь
Дин была помолвлена с южноафриканской моделью Люком Волкером.

## Фильмография
Кино
| Год  | Фильм                         | Роль                       | Информация             |
| ---- | ----------------------------- | -------------------------- | ---------------------- |
| 2010 | Малёк                         | Аманда                     |                        |
| 2012 | Призрачные поля               | Надя                       | Короткометражный фильм |
| 2013 | Смертельная гонка 3: Ад       | Calimity J                 |                        |
| 2013 | Малёк 2: Безумие продолжается | Аманда                     |                        |
| 2016 | Кровь в воде                  | Фиби                       |                        |
| 2017 | Не спи                        | Шон Эдмон                  |                        |
| 2018 | Интервью с Богом              | Грейс                      |                        |
| 2018 | Иллюминатор                   | Дженнифер / Кэссиди Кубрик |                        |
| 2022 | Треугольник печали            | Яя                         |                        |

Телевидение
| Год  | Фильм         | Роль             | Информация                  |
| ---- | ------------- | ---------------- | --------------------------- |
| 2017 | Элементарно   | Красивая женщина | Эпизод: «Сильная жара»      |
| 2018 | Чёрная молния | Сиониде          | Повторяющаяся роль, 9 серий |